# Pseudochaeta nitida
Pseudochaeta nitida är en tvåvingeart som först beskrevs av Townsend 1915.  Pseudochaeta nitida ingår i släktet Pseudochaeta och familjen parasitflugor.
Artens utbredningsområde är Peru. Inga underarter finns listade i Catalogue of Life.